# Gedaliang (sockenhuvudort i Kina, Xinjiang Uygur Zizhiqu, lat 39,77, long 76,65)
Gedaliang (kinesiska: 格达良, 格达良乡) är en sockenhuvudort i Kina. Den ligger i den autonoma regionen Xinjiang, i den nordvästra delen av landet, omkring 1 000 kilometer sydväst om regionhuvudstaden Ürümqi. Antalet invånare är 16 248. Befolkningen består av 8 024 kvinnor och 8 224 män. Barn under 15 år utgör 29,0 %, vuxna 15-64 år 64 %, och äldre över 65 år 5,0 %.
Runt Gedaliang är det ganska glesbefolkat, med 40 invånare per kvadratkilometer. Närmaste större samhälle är Kizilsu, 13,2 km sydost om Gedaliang. Trakten runt Gedaliang är ofruktbar med lite eller ingen växtlighet.
Genomsnittlig årsnederbörd är 134 millimeter. Den regnigaste månaden är juli, med i genomsnitt 22 mm nederbörd, och den torraste är december, med 3 mm nederbörd.